# Draft
A draft angol kifejezést a sportéletben olyan játékoskiválasztásra alkalmazzák, amelynek során az (akár amatőr) játékosokat a professzionális csapatok úgy választhatják ki (igazolhatják át), hogy a profiliga valamennyi csapata egyidejűleg juthat új játékosokhoz. Általános szabálya az ilyen draftoknak, hogy a legrosszabban teljesített csapat kapja az első választás, a legjobb pedig az utolsót, esetenként egy lottóval kiegészítve.
A szót a magyar sportnyelvben nem fordítják le, viszont további szavakat képeznek belőle (pl. draftol).
Más típusú draftok közé tartozik a terjeszkedési draft, amely akkor történik, ha új csapatok érkeznek a ligába és nekik van szükségük játékosokra. A liga már létező csapatai ilyenkor általában levédhetnek egy adott mennyiségű játékost, a többi pedig részt vesz a darfton.
A folyamat általában a versenyjog értelmében történik, mert kollektív szerződések alapján működnek.
Az első fontosabb draftot 1935-ben tartották a National Football League csapatai között. Azóta használja többek között a National Basketball Association (1947 óta), a National Hockey League (1963 óta) és a Major League Baseball (1965 óta).
Az Egyesült Államokon és Kanadán kívül nem megszokott az ilyen folyamat, de a mexikói labdarúgásban évente kétszer rendeznek draftot, amely néhány napig tart, és amelynek során az első és a másodosztály klubjai adják-veszik egymás között a játékosokat.